# The Benny Hill Show
The Benny Hill Show is een Britse komische televisiereeks met in de hoofdrol Benny Hill. De reeks werd uitgezonden op de BBC en op ITV tussen 15 januari 1955 en 1 mei 1989. De afleveringen bestonden voornamelijk uit sketches, gekenmerkt door slapstick, pantomime, parodie en dubbelzinnigheid.
Op zijn hoogtepunt was The Benny Hill Show een van de meest bekeken programma's in het Verenigd Koninkrijk, met meer dan 21 miljoen kijkers in 1971. Eind jaren zeventig kreeg de Thames Television-versie van de show een trouwe aanhang in de Verenigde Staten en zou er in syndicatie worden uitgezonden tot 1991. In 1989 werd het programma door ITV geschrapt vanwege de hoge productiekosten en de dalende kijkcijfers.

## Concept
In elke aflevering speelt Benny Hill een breed scala aan personages in verschillende korte komische sketches en af en toe zijn er extravagante muzikale optredens van artiesten uit die tijd. Hill maakt veelvuldig gebruik van slapstick, burleske en dubbelzinnige uitlatingen. Hij componeerde en zong ook zelf liedjes en vermaakte zijn publiek vaak met lange, snelle, dubbelzinnige rijmpjes en liedjes, die hij in één keer voordroeg of zong.
Het programma eindigde meestal met een versnelde achtervolgingsscène met Hill en een groep schaars geklede vrouwen, waarbij Hill meestal degene was die achtervolgd werd vanwege dwaze situaties die hij zelf veroorzaakt had. De achtervolging werd begeleid door het instrumentale "Yakety Sax", als parodie op de stereotiepe Keystone Cops-achtervolgingsscènes. Het nummer werd zo onlosmakelijk verbonden met het programma dat het ook gekend is onder de naam "The Benny Hill Theme".
Hoewel The Benny Hill Show op veel vlakken baanbrekend was, beschuldigden critici het programma van seksisme en objectificering van vrouwen. Hill argumenteerde echter dat de vrouwelijke personages hun waardigheid behielden terwijl de mannen die hen achtervolgden werden afgeschilderd als clowns.

## Rolverdeling
De hoofdrol was in elke aflevering weggelegd voor Benny Hill. De bijrollen werden vertolkt door Henry McGee, Jon Jon Keefe, Ken Sedd, Nicholas Parsons, Bob Todd, Cyril Cross en Jackie Wright. 

## Prijzen en nominaties
In 1972 ontving Hill een BAFTA Television Award voor Best Writer en werd hij genomineerd voor de BAFTA voor Best Entertainment Performance. In 1980 en 1981 werd het programma genomineerd voor de Emmy Award voor Outstanding Variety. In 1984 ontving Hill een Rose d'Or.